# یاماموتو یائه‌کو
یاماموتو یائه‌کو ((به ژاپنی: 山本 八重子 Yamamoto Yaeko); ۱ دسامبر ۱۸۴۵ – ۱۴ ژوئن ۱۹۳۲) نیجیما یائه پرستار اهل ژاپن بود.